# Anastatus capensis
Anastatus capensis är en stekelart som beskrevs av Karl-Johan Hedqvist 1970. Anastatus capensis ingår i släktet Anastatus och familjen hoppglanssteklar. Inga underarter finns listade i Catalogue of Life.